# Canton de Nantes-6
Le canton de Nantes-6 est une circonscription électorale française située dans le département de la Loire-Atlantique (région Pays de la Loire).

## Histoire
Le canton de Nantes-VI a été créé le 15 février 1790. Il a été modifié en 1801,.
Il a été modifié par décret du 23 juillet 1973 redécoupant les sept cantons de Nantes en dix cantons.
Il a été à nouveau modifié par décret du 29 janvier 1985 créant le canton de Nantes-XI.
Par décret du 25 février 2014, le nombre de cantons du département est divisé par deux, avec mise en application aux élections départementales de mars 2015. Le canton de Nantes-6 est conservé et voit ses limites territoriales remaniées, comprenant le quartier Breil - Barberie et le quartier Nantes Nord (ancien canton de Nantes-7).

## Représentation

### Conseillers d'arrondissement (de 1833 à 1940)
| Période                                  | Période          | Identité                               | Étiquette           | Qualité |
| ---------------------------------------- | ---------------- | -------------------------------------- | ------------------- | --- |
| 1833                                     | 1839             | Benjamin Allard (1797-1865)            |                     | Négociant et armateur à Nantes                                                                              |
|                                          |                  |                                        |                     | |
| 1880                                     | 1881 (démission) | M. de Lanoë                            | Républicain         | Négociant à Nantes                                                                                          |
|                                          |                  |                                        |                     | |
| 1886                                     | 1892             | M. Auduran                             | Républicain         | |
| 1892                                     | 1913             | Jules Murier                           | Républicain libéral | Industriel, adjoint au maire de Nantes                                                                      |
| 1913                                     | 1918 (décès)     | Emile André Eugène Fargues (1877-1918) | Radical             | Médecin aide-major de réserve, conseiller municipal de Nantes                                               |
| 1918                                     | 1919             | siège vacant                           |                     | |
| 1919                                     | 1928             | Alphonse Piron                         | Républicain         | Négociant à Nantes                                                                                          |
| 1928                                     | 1940             | Yves-Marie Le Gall (1873-1950)         | PDP                 | Capitaine au long cours, pilote du port de Nantes                                                           |
| 1940                                     |                  |                                        |                     | Les conseils d'arrondissement ont été suspendus par la loi du 12 octobre 1940 et n'ont jamais été réactivés |
| Les données manquantes sont à compléter. |                  |                                        |                     | |

### Conseillers généraux de 1833 à 2015
| Période | Période      | Identité                            | Étiquette               | Qualité |
| ------- | ------------ | ----------------------------------- | ----------------------- | --- |
| 1833    | 1843 (décès) | Philippe-René Soubzmain (1770-1843) |                         | Négociant à Nantes Maire de Nantes de 1830 à 1832 Président de la chambre de commerce de Nantes                                                    |
| 1843    | 1855         | François Watier                     |                         | Armateur et négociant à Nantes Inspecteur de deuxième classe des Ponts et Chaussées                                                                |
| 1855    | 1871         | Adrien Marie Langlois               |                         | Maître de forges à La Basse-Indre Propriétaire au château de l'abbaye à Chantenay-sur-Loire (commune annexée ensuite à Nantes)                     |
| 1871    | 1889         | Édouard Normand                     | Républicain radical     | Industriel, maire de Nantes (1885-1888) |
| 1889    | 1901         | Alfred Riom                         | Boulangiste Républicain | Négociant et imprimeur sur métaux Maire de Nantes (1892-1896)                                                                                      |
| 1901    | 1923 (décès) | Arthur Benoit (1845-1923)           | Républicain             | Fabricant de conserves alimentaires, conseiller municipal de Nantes Propriétaire place du Général Mellinet à Nantes                                |
| 1923    | 1937         | Léon Grimaud                        | RG                      | Médecin à Nantes |
| 1937    | 1940         | Edmond Prieur                       | SFIO                    | Officier de santé publique Adjoint puis maire de Nantes (1940-1941)                                                                                |
|         |              |                                     |                         | |
| 1945    | 1951         | Paul Bottineau                      | DVD                     | Négociant à Nantes |
| 1951    | 1964         | Michel Lucot (1918-1989)            | RPF puis CNI puis EXD   | Dessinateur industriel Adjoint au maire de Nantes (adjoint spécial de Chantenay)                                                                   |
| 1964    | 1970         | Christian Chauvel                   | SFIO puis PS            | Comptable Député (1967-1968 et 1973-1978), adjoint au maire de Nantes (1965-1977), élu en 1973 dans le canton de Saint-Herblain                    |
| 1970    | 1973         | Bernard Lerat                       | DVD                     | Professeur, adjoint au maire de Nantes |
| 1973    | 1982         | Alain Chénard                       | PS                      | Ingénieur Député (1978-1988) Maire de Nantes (1977-1983), conseiller municipal de Nantes (1965-2001)                                               |
| 1982    | 2008         | Jean-Pierre Le Ridant               | RPR puis UMP            | Cadre administratif Adjoint au maire de Nantes (1983-1989) Vice-président du conseil général de la Loire-Atlantique (1994-2004) Député (2002-2007) |
| 2008    | 2015         | Pascale Scilbo                      | PS                      | Chef d'entreprise d'insertion Adjointe au maire de Nantes                                                                                          |

### Conseillers départementaux après 2015
| Période élective | Période élective | Mandat | Mandat   | Identité        | Nuance | Nuance | Qualité |
| ---------------- | ---------------- | ------ | -------- | --------------- | ------ | ------ | --- |
| 2015             | 2021             | 2015   | 2021     | Pascal Bolo     |        | PS     | Inspecteur des Impôts Premier adjoint à la mairie de Nantes Vice-président de Nantes Métropole Ancien conseiller général du canton de Nantes-7 (2004-2015) |
| 2015             | 2021             | 2015   | 2021     | Christine Orain |        | PS     | Secrétaire générale de mairie Vice-Présidente déléguée à l'éducation et à la politique éducative                                                           |
| 2021             | 2028             | 2021   | en cours | Cécile Bir      |        | DVG    | Adjointe au maire de Nantes |
| 2021             | 2028             | 2021   | en cours | Pascal Bolo     |        | PS     | Adjoint au maire de Nantes |

### Résultats détaillés

#### Élections de mars 2015
À l'issue du 1er tour des élections départementales de 2015, deux binômes sont en ballottage : Pascal Bolo et Christine Orain (PS, 35,08 %) et Roseline Arzel et Benoit Stekr-Ridel (Union de la Droite, 26,65 %). Le taux de participation est de 50 % (13 009 votants sur 26 016 inscrits) contre 50,7 % au niveau départemental et 50,17 % au niveau national.
Au second tour, Pascal Bolo et Christine Orain sont élus avec 55,65 % des suffrages exprimés et un taux de participation de 47,93 % (6 462 voix pour 12 467 votants et 26 012 inscrits).

#### Élections de juin 2021
Le premier tour des élections départementales de 2021 est marqué par un très faible taux de participation (33,26 % au niveau national). Dans le canton de Nantes-6, ce taux de participation est de 31,2 % (8 394 votants sur 26 906 inscrits) contre 31,09 % au niveau départemental. À l'issue de ce premier tour, deux binômes sont en ballottage : Cécile Bir et Pascal Bolo (Union à gauche, 34,84 %) et Agnès Dupin et Sebastien Le Mer (DVD, 28,65 %).
Le second tour des élections est marqué une nouvelle fois par une abstention massive équivalente au premier tour. Les taux de participation sont de 34,36 % au niveau national, 32,4 % dans le département et 33,44 % dans le canton de Nantes-6. Cécile Bir et Pascal Bolo (Union à gauche) sont élus avec 53,89 % des suffrages exprimés (4 650 voix pour 8 998 votants et 26 909 inscrits),,. 

## Composition

### Composition de 1973 à 1985
À la suite du redécoupage de 1973, le canton de Nantes-VI comprend la portion du territoire de la ville de Nantes déterminée par les nouvelles limites de la commune de Nantes avec celles de Saint-Herblain et l'axe des voies ci-après : frontières de la commune d'Orvault, boulevard Robert-Schumann (numéros impairs), boulevard Lelasseur (numéros pairs), boulevard des Anglais (numéros pairs), place Raymond-Poincaré (numéros 1 et 2), boulevard de la Fraternité (numéros 37 et au-dessus), boulevard de la Solidarité (numéros pairs), place du Repos-de-Chasse, rue du Corps-de-Garde (numéro 108 bis), et rue de la Branchoire (à partir du numéro 6 et au-dessus).

### Composition de 1985 à 2015

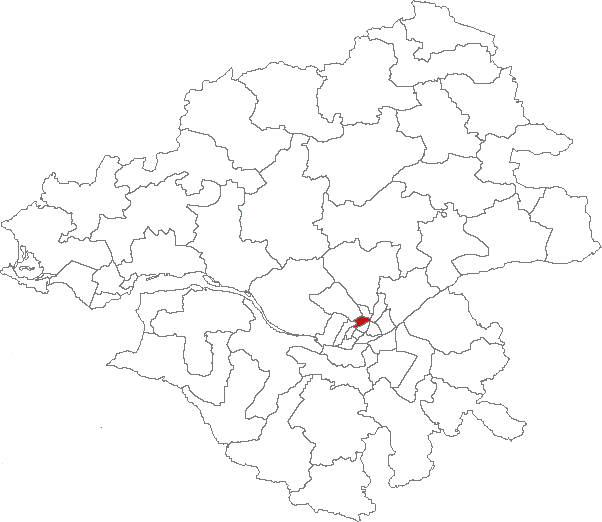
Situation du canton de Nantes-6 dans le département de la Loire-Atlantique de 1985 à 2015.

Lors du redécoupage de 1985, le canton est agrandi de la portion de territoire de la commune de Nantes incluse dans le canton de Nantes-VII et située au Sud d'une ligne définie par l'axe du ruisseau du Cens (de l'Erdre jusqu'à la limite territoriale de la commune d'Orvault).
Au cours de cette période, le canton englobait l'actuel quartier Breil - Barberie, ainsi que le secteur autour des campus de l'université de Nantes (dépendant du quartier Hauts-Pavés - Saint-Félix).

### Composition depuis 2015
| Nom                            | Code Insee | Intercommunalité | Superficie (km2) | Population (dernière pop. légale)                 | Densité (hab./km2) | Modifier                                    |
| ------------------------------ | ---------- | ---------------- | ---------------- | ------------------------------------------------- | ------------------ | ------------------------------------------- |
| Nantes (bureau centralisateur) | 44109      | Nantes Métropole | 65,19            | Fraction : 47 886 (2022) Commune : 325 070 (2022) | 4 987              | modifier les données · modifier les données |
| Canton de Nantes-6             | 4416       |                  |                  | 47 886 (2022)                                     |                    | modifier les données                        |

Le canton de Nantes-6, qui couvre désormais 10 km2, est composé de la partie de la commune de Nantes située au nord d'une ligne définie par l'axe des voies et limites suivantes : depuis la limite territoriale de la commune de Saint-Herblain, rue de la Maison-Blanche, rue Georges-Méliès, rue Chanoine-Larose, boulevard des Anglais, boulevard Lelasseur, rond-point de Rennes, boulevard des Frères-de-Goncourt, boulevard Gabriel-Lauriol, boulevard du Petit-Port, cours du Cens, cours de l'Erdre, jusqu'à la limite territoriale de la commune de La Chapelle-sur-Erdre.

#### Bureaux de vote
Le scrutin des 22 et 29 mars 2015 s'est déroulé dans 29  bureaux de vote répartis dans 7 écoles primaires publiques de la ville :
- école maternelle Plantes ;
- école maternelle Longchamp ;
- groupe scolaire Barberie-Mulotière ;
- école maternelle Côte-d'Or ;
- école maternelle Baut ;
- école maternelle Chauvinière ;
- école primaire Françoise-Dolto.

## Démographie

### Démographie avant 2015
| 1962 | 1968 | 1975 | 1982 | 1990   | 1999   | 2006   | 2011   | 2012   |
| ---- | ---- | ---- | ---- | ------ | ------ | ------ | ------ | ------ |
| -    | -    | -    | -    | 23 143 | 23 954 | 25 648 | 26 398 | 26 179 |

### Démographie depuis 2015
En 2022, le canton comptait 47 886 habitants, en évolution de +5,83 % par rapport à 2016 (Loire-Atlantique : +6,68 %, France hors Mayotte : +2,11 %).
| 2013   | 2018   | 2022   |
| ------ | ------ | ------ |
| 43 385 | 47 276 | 47 886 |